# 공공사업진흥국

WPA 그래픽

공공사업진흥국(公共事業振興局, Works Progress Administration, WPA)은 대공황의 가장 어두운 세월 동안 1935년 미국의 프랭클린 D. 루스벨트 대통령에 의하여 창조된 야망적인 고용과 기본적 시설 프로그램이다. 그 현존의 8년 이상 공공사업진흥국은 거칠게 8.5백만 명의 미국인들을 일하는 데 놓았다. 아마 그 노동 계획들로 가장 잘 알려진 공공사업진흥국은 또한 수천명의 배우, 음악가, 작가와 화가들을 고용한 예술 분야들에서 계획들을 후원하였다.

## 개요

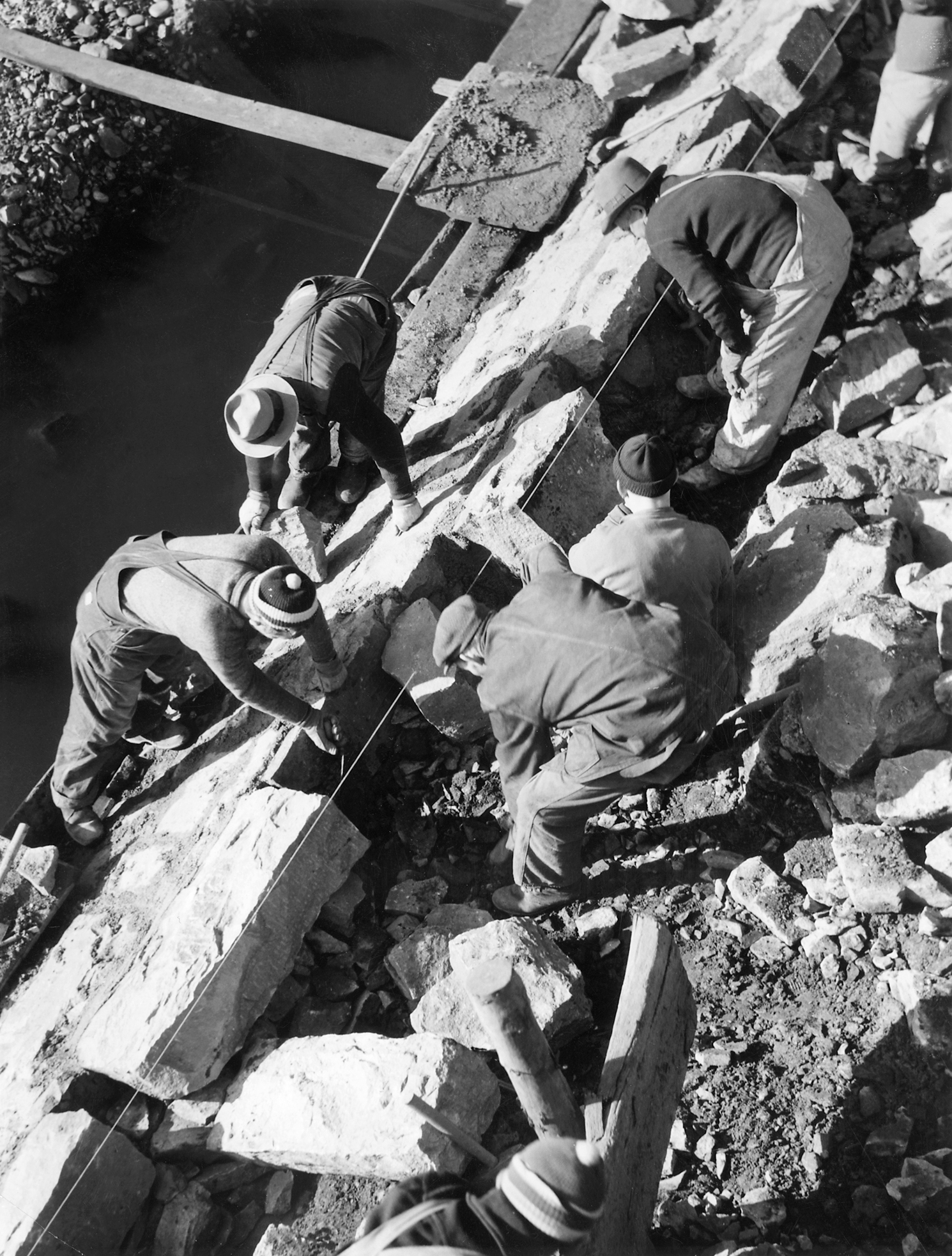
공공사업진흥국에 고용된 근로자들의 도로 개발

프랭클린 D. 루스벨트 대통령은 1935년 5월 6일 행정 명령과 함께 공공사업진흥국을 창조하였다. 그것은 재정적 제도를 개혁하고, 경제를 공황 이전의 수준들로 복구시키면서 국가를 대공황의 밖으로 드는 데 루스벨트의 뉴딜 계획의 일부였다.
1935년 실업률은 압도적인 20 퍼센트 아래 있었다. 공공사업진흥국은 수백만명의 미국인들을 위하여 직업들과 수입을 마련하면서 실업자들을 위하여 구제를 마련하는 데 설계되었다. 1938년 후순에 그 절정에서 3.3백만 명 이상의 미국인들이 공공사업진흥국을 위하여 일하였다.
공공사업진흥국은 공공 사업 기본적 시설 계획들을 수행하는 데 대부분 미숙련 남성들을 고용하였다. 그들은 4,000개 이상의 새 학교 건물들을 짓고, 13개의 새로운 병원들을 세우고, 폭풍 배수와 위생 하수관들의 대략 9,000 마일을 놓고, 29,000개 이상의 새로운 다리들을 짖고, 150개 이상의 비행장들을 건설하고, 도로들의 280,000 마일을 포장하거나 복구하고 2천 4백만개의 나무들을 심었다.
제2차 세계 대전을 위한 무기 생산이 늘리기 시작하고, 실업률이 떨어지면서 연방 정부는 국내적 구제 프로그램이 더 이상 필요하지 않은 것으로 결정하였다. 공공사업진흥국은 1943년 6월에 폐업하였다. 당시 실업률은 2 퍼센트보다 적었다. 많은 미국인들은 군대와 국방 산업들에서 일하는 데 이행하였다.

## 1차 연방 계획
그 잘 알려진 건설과 기본적 시설 계획들에 추가로 공공사업진흥국은 1차 연방 계획으로서 집합적으로 알려진 프로그램들의 단체를 감시하기도 하였다. 이 프로그램들은 화가, 음악가, 배우와 작가들을 고용하였다.
루스벨트는 경제적 소란의 한복판에 인생의 희망있는 전망을 창조하면서 더욱 큰 인구를 환대하고, 격려하는 동안 화가들을 업무로 도로 놓는 데 1차 연방 계획을 의도하였다.
화가들은 공공 빌딩들에서 "미국인의 장면들"의 자극적인 포스터와 페인트칠을 한 벽화들을 창조하였다. 조각가들은 기념비들을 창조하였고, 배우와 음악가들은 상연하는 데 지불되었다.
1차 연방 계획은 또한 국가를 통하여 100개 이상의 공동체 미술 센터들을 설립하기도 하였다.
퍼스트레이디 엘리너 루스벨트 여사는 1차 연방 계획을 설립하는 행정 명령을 서명하는 데 남편을 탄원하였다. 그녀는 후에 문서의 난과 연설들에서 계획을 칭찬하였고, 예술들을 돈의 낭비로 보았던 비평가들을 대항하는 데 그것을 방어하였다.
1차 연방 계획은 공공사업진흥국 지출들의 작은 부분을 포함하였다. 공공사업진흥국의 업무 프로그램들을 위하여 귀표를 해 온 5억 달러에 가까운 돈 중에 대략 2천 7백만 달러는 예술 분야들에게 갔다. 공공사업진흥국의 예술 프로그램들은 이후의 국립 예술 재단의 창조로 이끌었다.

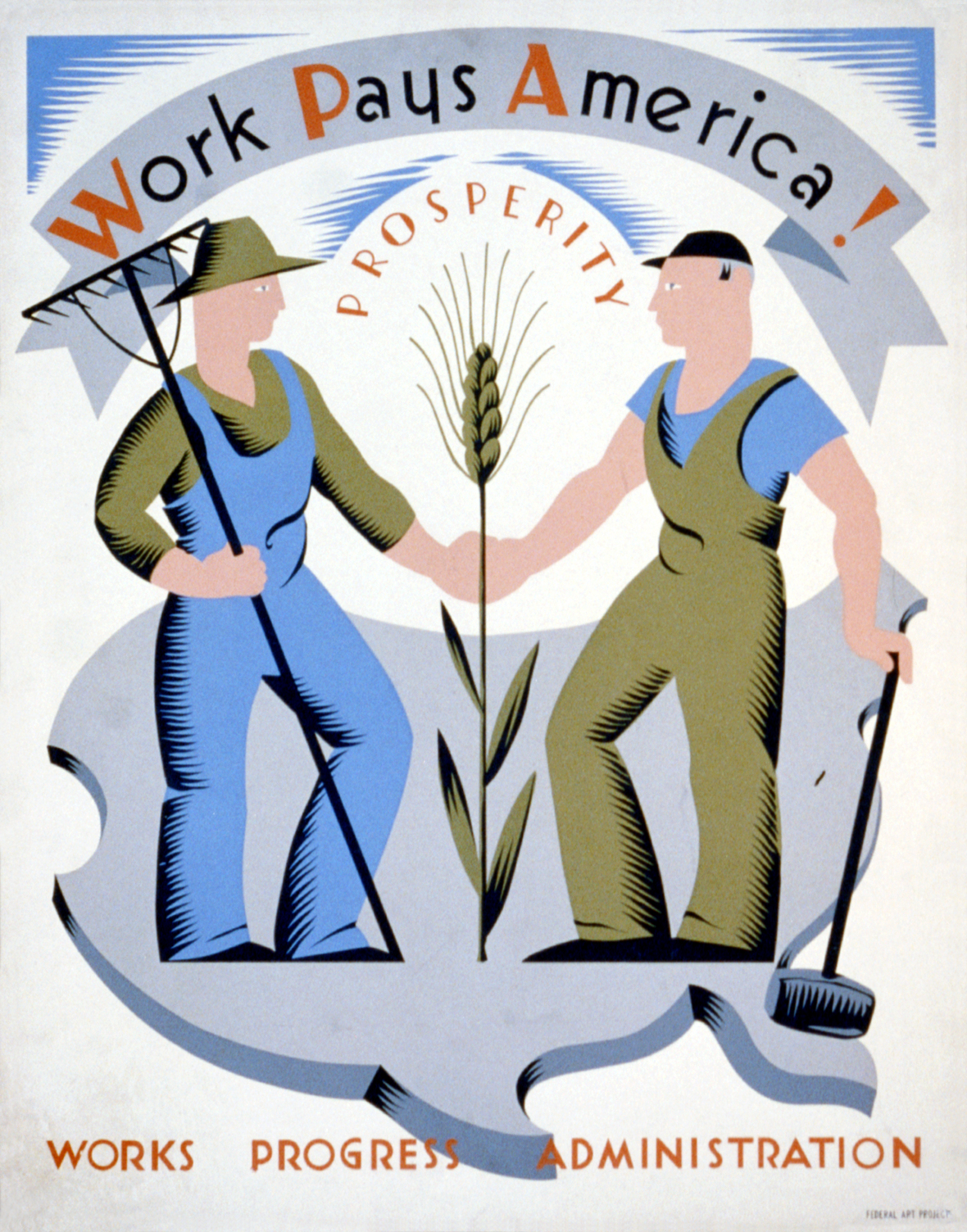
WPA (공공사업진흥국)를 Work-Pays-America로 흥행하는 포스터

## 두드러진 공공사업진흥국의 화가들
그 절절에 1차 연방 계획은 5,300명의 시각과 프로에 관계된 화가들을 고용하였다. 그들 중 어떤이들은 후에 세계적인 명성이 되었다.
자신의 예술이 자신에게 수입을 벌 수 있기 전에 미국의 화가 잭슨 폴록은 1차 연방 계획의 구성원 공공사업진흥국의 연방 미술 계획을 위하여 일하였다. 1938년과 1942년 사이에 그는 벽화의 보조인으로, 후에 받침틀의 화가로 일하였다. 전쟁이 끝난 후, 폴록은 추상적 표현주의 운동에서 주요 인물이 되었다.
폴록에 추가로 공공사업진흥국은 1950년대와 1960년대의 전위적 예술 운동인 뉴욕 미술 학교를 형성하러 간 다른 추상적과 실험적 화가들의 다수를 고용하였다. 그 단체는 마크 로스코, 빌럼 데 쿠닝과 리 크래스너 같은 명성의 화가들을 포함하였다.
뉴욕 현대미술관의 전 국장 홀저 힐은 그 존속 기간 동안 연방 미술 계획의 국내적 이사였다.

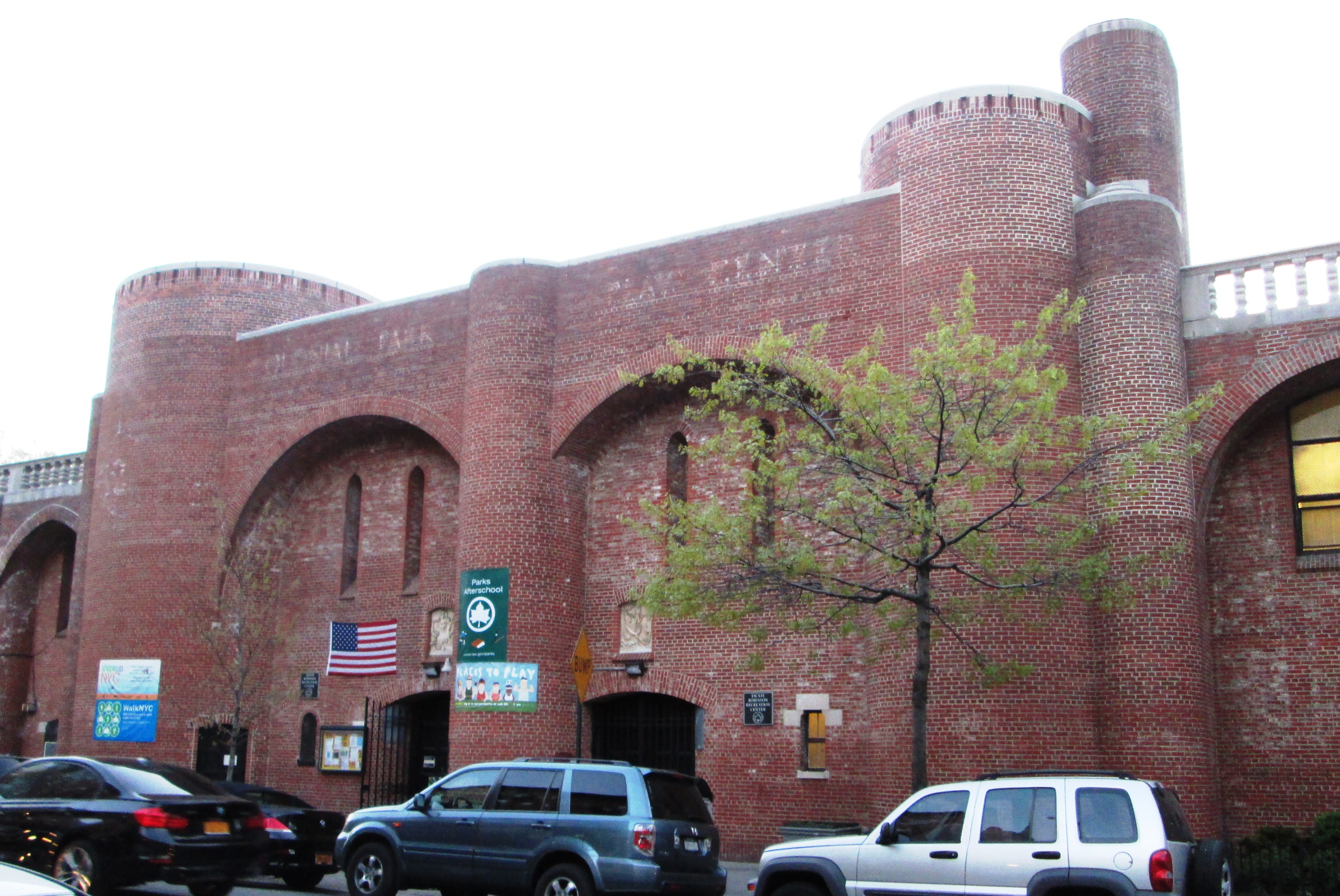
뉴욕 할렘에 있는 재키 로빈슨 놀이 센터

## 공공사업진흥국 건축
대공황의 구조 계획들의 일부로서 건설된 많은 미국의 건물들의 건축은 가끔 "PWA의 현대식" 혹은 "대공황의 현대식"으로 언급된다. 스타일은 신고전주의와 아르 데코의 요소들을 융합하였다.
두드러진 예들은 후버 댐, 워싱턴 D. C.에 있는 미국 의회도서관의 존 애덤스 빌딩과 샌프란시스코 조폐국을 포함한다.

## 아프리카계 미국인과 여성들

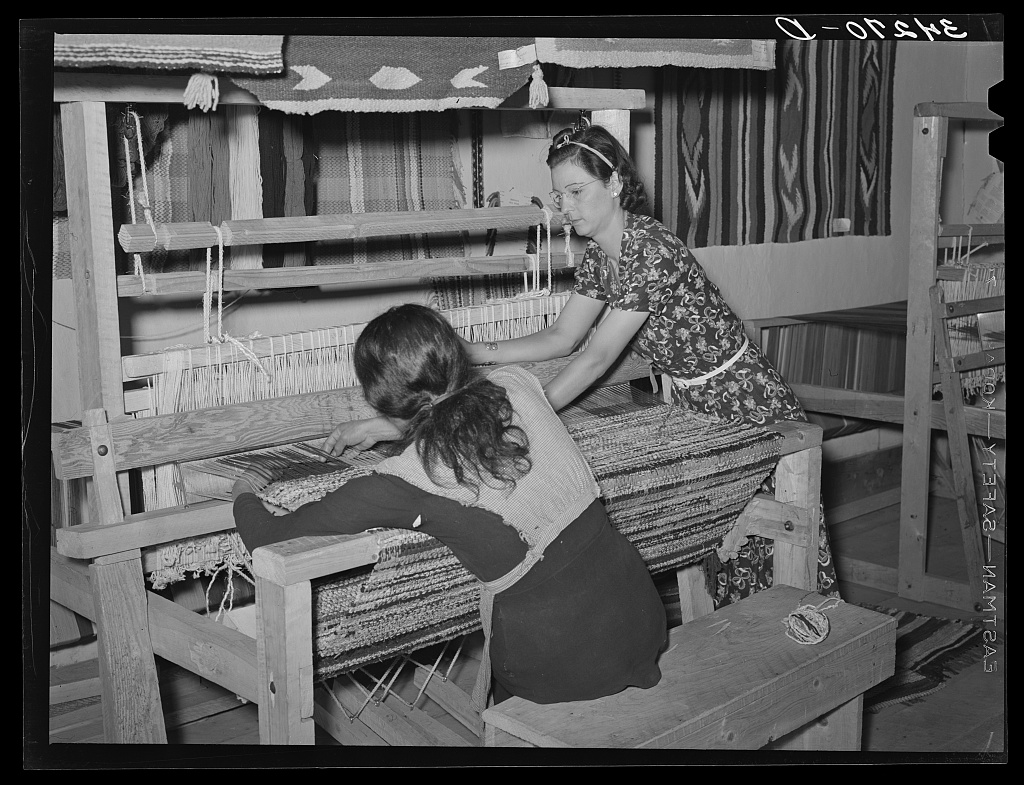
뉴멕시코주 코스틸라의 여성 직조공

1933년 루스벨트 대통령이 업무를 시작할 때 그는 여성, 아프리카계 미국인과 다른 민족들을 포함한 모든이들을 위하여 "뉴딜"을 약속하였다.
불공평들이 프로그램들 아래 존재했던 동안, 많은 여성, 흑인과 다른 소수 민족들은 공공사업진흥국과 고용을 찾았다. 1935년 공공사업진흥국은 총 노동력의 대략 15 퍼센트를 차지하는 대략 350,000명의 아프리카계 미국인들을 고용하였다. 연방 음악과 극장 계획들도 많은 흑인 음악가와 배우들을 성원하였다.
공공사업진흥국은 연방 작가 계획과 함께 아프리카계 미국인의 문화와 역사의 보존으로 의미있는 공헌들을 만들었다. 프로그램은 전 노예들로부터 구두 역사들을 포함한 남부에서 아프리카계 미국인들의 일생에 취재, 기사와 기록들을 수집하였다.
공공사업진흥국은 여성들을 도서관원과 재봉사들로서, 그리고 서기의 직업들, 원예와 통조림 제조업에서 일하도록 놓았다. 여성들은 공공사업진흥국 노동력의 대략 7 퍼센트를 차지하는 재봉 계획들에 종사하였다.

## 비판
1939년 갤럽은 미국인들에게 그들이 루스벨트의 뉴딜에 관하여 무엇을 최고로 좋아하고, 최악으로 생각했는 것을 의문하였다. 양쪽의 의문들로 응답은 "공공사업진흥국"이었다.
어떤 정치인들은 공공사업진흥국을 그 무효력들로 비판하였다. 공공사업진흥국의 건설 계획들은 어쩌다 개인 작업의 비용을 3배 혹은 4배로 운영하였다. 공공사업진흥국은 더 많은 근로자들을 고용하는 명령에서 비용 절감의 기술들과 기계를 피하였다.
노동 조합들은 민간 부문에 있는 이들 만큼 높은 임금을 지불하는 데 그 거부로 공공사업진흥국에 항의하였다.
공공사업진흥국의 예술 프로그램들은 의회와 공개로부터 자주 일어나는 비판을 끌어들였다. 이것들을 묘사하는 조건과 비판들이 낭비 혹은 무의미로 가주한 다른 정부의 "헛일"이 미국인의 어휘에 들어갔다.
이 공격들에 불구하고, 공공사업진흥국은 대공황의 가장 어두운 세월 동안 수백만명에게 제공된 고용과 아직도 오늘날 많이 쓰이는 현명하게 설계되고 잘 건설된 학교, 댐, 도로, 다리들과 다른 빌딩과 건조물들의 오래가는 영예를 위하여 오늘날 축하되고 있다.

## 같이 보기
- 연방 미술 계획